# Daggering
Daggering, im Deutschen auch als Daggern bezeichnet, ist eine moderne Tanzform. Beim sogenannten Daggern, das überwiegend zu Dancehall oder Reggaeton getanzt wird, werden beischlafähnliche Stellungen mit Tanzbewegungen verbunden. Charakteristisch für das Daggering ist, neben den teilweise übertrieben hart dargestellten angedeuteten Sexualpraktiken, eine offene Tanzhaltung der Tanzpartnerin sowie deren häufiger, kurzzeitiger Griff zum bekleideten weiblichen Genital.